# Кублај-кан
Кублај-кан (монг. Хубилай хаан; 1215 — 1294) последњи Велики кан Монголског царства (1260—1294) и оснивач и први цар (1271—1294) кинеске династије Јуан.
Кублај је био четврти син Толуја (његов други син са Сорхахтани Беки) и унук Џингис-кана. Имао је скоро 12 година када је Џингис-кан умро и наследио свог старијег брата Монгка као кагана 1260. године, али је морао да победи свог млађег брата Арига Бука у Толуидском грађанском рату који је трајао до 1264. Ова догађај означио је почетак деобе царства. Кублајева стварна моћ била је ограничена на Јуанско царство иако је као каган још увек имао утицај у Илканату и у знатно мањој мери у Златној Хорди. Ако се Монголско царство у то време посматра у целини, Кублајевo царство је сезало од Тихог океана до Црног мора и од Сибира до данашњег Авганистана.
Године 1271, Кублај је успоставио династију Јуан, која је владала данашњом Кином, Монголијом, Корејом и неким суседним подручјима; такође је стекао утицај на Блиском истоку и у Европи као каган. Он је преузео улогу кинеског цара. До 1279. монголско освајање династије Сонг је завршено и Кублај је постао први нехански цар који је ујединио целу Кину.
Царски Кублајев портрет био је део албума портрета јуанских царева и царица, који се сада налази у збирци Музеја националне палате у Тајпеју. Белo, боја царског костима Кублаја, била је царска боја династије Јуан.

## Детињство и младост
Кублај-кан био је четврти Толујев син, а његов други син са Сорхахтани Беки. Као што је његов деда Џингис-кан саветовао, Соргагтани је изабрала будистичку тангутску жену за дадиљу свог сина, коју је Кублај касније високо поштовао. На свом путу кући након монголског освајања Кваразмије, Џингис-кан је извео церемонију на својим унуцима Монгки и Кублај након њиховог првог лова 1224. године у близини реке Или. Кублај је имао девет година и са старијим братом убио је зеца и антилопу. Након што је његов деда намазао масти са убијених животиња на Кублаијев средњи прст у складу са монголском традицијом, рекао је: „Речи овог дечака Кублаја пуне су мудрости, добро их послушајте - послушајте их сви ви.” Стари каган (монголски цар) Џингис-кан умро би три године након овог догађаја 1227. године, када је Кублај имао 12 година. Кублајов отац Толуј служио је две године као регент све док Џингисов наследник, трећи Кублајев ујак Огатај-кан, није устоличен као каган 1229. године.
Након монголског освајања династије Ђин, 1236. године, Огатај је Хебеј (заједно са 80.000 домаћинстава) поклонио породици Толуја, који је умро 1232. Кублај је добио своје имање које је обухватало 10.000 домаћинстава. Пошто је био неискусан, Кублај је локалним званичницима дозволио слободу. Корупција међу његовим званичницима и агресивно опорезивање довели су до бекства великог броја кинеских сељака, што је довело до пада пореских прихода. Кублај је брзо дошао у своју апанажу у Хебеју и наредио реформе. Сорхахтани Беки је послала нове званичнике да му помогну и порески закони су ревидирани. Захваљујући тим напорима, многи људи који су избегли су се вратили.
Најистакнутија и вероватно најутицајнија компонента раног живота Кублај-кан било је његово студирање и снажна привлачност савременој кинеској култури. Кублај је позвао Хајуна, водећег будистичког монаха у северној Кини, у своју хорду у Монголији. Када је 1242. године срео Хајуна у Каракоруму, Кублај га је питао о филозофији будизма. Хајун је назвао Кублајевог сина, који је рођен 1243. године, Џенђин (кинески: право злато). Хајун је такође упознао Кублаја са некадашњим даоистом (таоистом), а у то време будистичким монахом, Љу Бингџонгом. Љу је био сликар, калиграф, песник и математичар, а постао је Кублајев саветник када се Хајун вратио у свој храм у савременом Пекингу. Кублај је убрзо у своју пратњу додао и научника из Шансија Џао Бија. Кублај је запошљавао и људе других националности, јер је желео да уравнотежи локалне и царске интересе, монголске и туркијске.

## Победа у северној Кини
Године 1251, Кублајев најстарији брат Монгке постао је кан Монголског царства, а Кваризман Махмуд Јалавач и Кублај су послати у ужу Кину. Кублај је добио вицекраљевство над северном Кином и преселио свој ордо у централну Унутрашњу Монголију. Током година као вицекраљ, Кублај је добро управљао својом територијом, повећао пољопривредну производњу у Хенану и повећао трошкове социјалне заштите након што је добио Сијан. Ова дела су добила велико признање од стране етничких Хана и били су од суштинског значаја за оснивање династије Јуан. Године 1252, Кублај је критиковао Махмуда Јалавача, којег његови етнички Хански сарадници никада нису високо ценили, због његовог кавалирског погубљења осумњичених током судске ревизије, а Џао Би га је напао због његовог дрског става према престолу. Монгке је отпустио Махмуда Јалавача, што је наишло на отпор званичника обучених у ханском конфучијанству.
Године 1253, Кублају је наређено да нападне Јунан и он је покушао да затражи од Дали краљевства да се покори. Владајућа породица Гао пружила је отпор и убила монголске изасланике. Монголи су своје снаге поделили на три дела. Једно крило је јахало на исток у басен Сечуана. Друга колона под командом Субутајевог сина Урјанкадаја кренула је тешким путем у планине западног Сечуана. Кублај је отишао на југ преко пашњака и сусрео се са првом колоном. Док је Урјанкадај путовао дуж језера са севера, Кублај је заузео главни град Дали и поштедео становнике упркос убијању његових амбасадора. Сам Дали цар Дуан Сингџи (段興智) је пребегао Монголима, који су искористили његове трупе да освоје остатак Јунана. Дуан Џингџи, последњег краља Далија, именовао је Монке-кан за првог тусија или локалног владара; Дуан је прихватио да тамо буде постављен комесар за пацификацију. Након Кублајевог одласка избили су немири међу појединим фракцијама. Године 1255. и 1256. Дуан Џингџи је представљен на суду, где је понудио Монке-кану мапе Јунана и савете о побеђивању племена која се још нису предала. Дуан је затим предводио значајну војску која је служила као водичи и претходници монголској војсци. До краја 1256. Урјанкадај је потпуно смирио Јунан.
Кублаја су привукле способности тибетанских монаха као исцелитеља. Године 1253, учинио је Дрогона Чогјала Фагпу из школе Сакја, чланом своје пратње. Фагпа је Кублају и његовој жени Чаби (Чабуј) дао оснажење (ритуал иницијације). Кублај је 1254. именовао Љен Сисјена (1231–1280) за шефа своје комисије за пацификацију. Неки званичници, који су били љубоморни на Кублајев успех, говорили су да је он претеривао и да сања о сопственом царству такмичећи се са Менгкеовом престоницом Каракорумом. Монгке-кан је послао два пореска инспектора, Аламдара (блиског пријатеља и гувернера Арика Бека у Северној Кини) и Љу Тајпинга, да ревидирају Кублајеве званичнике 1257. године. Они су пронашли грешке, навели 142 кршења прописа, оптужили званичнике Хана и погубили неке од њих, и Кублајева нова комисија за пацификацију је укинута. Кублај је послао двочлану амбасаду са својим женама, а затим се лично обратио Монгкеу, који је јавно опростио свом млађем брату и помирио се с њим.

## Монголско царство
За време његове владавине царство је подељено у четири каната који су сваки имали свог посебног кана под врховном влашћу великог кана. У Русији Златна хорда, Илканат на Блиском истоку, Чагатај Канат у западној Азији, док је Кублај за себе задржао Монголију и касније Кину. За време Кублај-кана Монголско царство је добило своје највеће границе освајањем Кине које је завршено 1279. године коначном победом над династијом Сунг.

## Кинески цар
Кублај-кан је 1271. године званично основао династију Јуан и за главни град прогласио Пекинг. Да би ујединио Кину покренуо је велику офанзиву против остатака држава династије Сунг, коју је коначно освојио 1279. године. За време његове владавине дошло је до економског раста поправљањем великог канала и ширењем мреже путева. Марко Поло је посетио његов двор 1275. године. Освојио је Јунан и Кореју и водио неуспеле походе на Јапан, Бурму, Вијетнам и Индонезију.